# 越石父
越石父，春秋时期齐国人。在《史记·管晏列传》篇、《吕氏春秋·观世》和《晏子春秋·晏子之晋睹齐累越石父解左骖赎之与归第二十四》篇中均有记载。

## 史记·管晏列传（节选）
越石父贤，在缧绁中。晏子出，遭之涂，解左骖赎之，载归。弗谢，入闺。久之，越石父请绝。晏子惧然，摄衣冠谢曰：“婴虽不仁，免子于缌何子求绝之速也？”石父曰：“不然。吾闻君子诎于不知己而信于知己者。方吾在缧绁中，彼不知我也。夫子既已感寤而赎我，是知己；知己而无礼，固不如在缧绁之中。”晏子于是延入为上客。

### 译文（仅供参考）
越石父是个贤能的人，当初曾给人做仆人。一天晏子出使晋国，在半路上遇见了他，就解下自己马车左侧的马赎回了他，并把他带回齐国。回去后没打招呼就进屋了。过了很久，越石父请求离开。晏子有些惊惧，整理好衣冠来见越石父说：“我虽然不是什么仁德的人，但是我还曾使你免于困苦，并没做对不起你的事，你为什么要急着离开我啊？”石父说：“并不像先生所想的那样。我听说君子委屈于不了解自己的人，而能得到了解自己的人的赏识和信任。当初我在困苦之中时，是无人了解我。先生既然发现我并赎回我，说明先生是了解我的。既然了解我，却还对我无礼，这样的话，还不如我处在困苦之中呢。”晏子于是就将石父请进内廷，待为上客。

## 吕氏春秋·观世（节选）
晏子之晋，见反裘负刍息于涂者，以为君子也，使人问焉，曰：“曷为而至此？”对曰：“齐人累之，名为越石父。”晏子曰：“嘻！”遽解左骖以赎之，载而与归。至舍，弗辞而入。越石父怒，请绝。晏子使人应之曰：“婴未尝得交也，今免子于患，吾于子犹未邪也？”越石父曰：“吾闻君子屈乎不己知者，而伸乎己知者，吾是以请绝也。”晏子乃出见之曰：“向也见客之容而已，今也见客之志。婴闻察实者不留声，观行者不讥辞。婴可以辞而无弃乎！”越石父曰：“夫子礼之，敢不敬从。”晏子遂以为客。俗人有功则德，德则骄；今晏子功免人于厄矣，而反屈下之，其去俗亦远矣。此令功之道也。

### 译文（仅供参考）
晏子出使晋国，在半路上看见一个背着柴草，为爱惜皮毛翻穿带毛的衣服的人在路边休息，晏子认为他是个君子，就让人问他，说：“你怎么会流落到这种地步呢？”他说“我叫越石父，是被齐国人抓住的。”晏子说：“哦！”于是解下马车左侧的马赎回了他，并把他带回齐国。到家后，晏子并未和石父道别就直接回家了。石父很生气于是要求离开。晏子让人问他说：“我们之前并不认识，并且我使你免于困苦，我有什么地方做错了吗?”越石父说：“我听说君子委屈于不了解自己的人，而能够在了解自己的人那里得到重用，（而我在这里得不到重用）我就是因此要离开的。”晏子于是出来见到石父说：“之前，只是看到先生的外表而已，现在见到先生的志向了，我听说考察一个人的品质不是看他的言语，观察一个人的行为而不是看他说些什么。我向你道歉了，你可以不离开我吗？”越石父说：“先生对我以礼相待，我怎敢不听从先生的啊？”晏子于是将石父待为上客。世俗的人做了自以为对别人有功的事，就会得意洋洋，就会骄傲。而今晏子使人免于困苦，反而能够屈身道歉，晏子超出一般人太多了，这也是使功劳得以保全的方法。

## 晏子春秋·晏子之晋睹齐累越石父解左骖赎之与归第二十四（节选）
晏子之晋，至中牟，睹敝冠反裘负刍，息于涂侧者，以为君子也，使人问焉。曰：“子何为者也？”对曰： “我越石父者也。” 晏子曰：“何为至此？”曰：“吾为人臣，仆于中牟，见使将归。” 晏子曰：“何为为至仆？”对曰：“不免冻饿之切吾身，是以为仆也。” 晏子曰：“为仆几何？”对曰：“三年矣。” 晏子曰：“可得赎乎？”对曰：“可。” 遂解左骖以赠之，因载而与之俱归。至舍，不辞而入，越石父怒而请绝，晏子使人应之曰：“吾未尝得交夫子也，子为仆三年，吾迺今日睹而赎之，吾于子尚未可乎？子何绝我之暴也。”越石父对之曰：“臣闻之，士者诎乎不知己，而申乎知己，故君子不以功轻人之身，不为彼功诎身之理。吾三年为人臣仆，而莫吾知也。今子赎我，吾以子为知我矣；向者子乘，不我辞也，吾以子为忘；今又不辞而入，是与臣我者同矣。我犹且为臣，请鬻于世。” 晏子出，见之曰：“向者见客之容，而今也见客之意。婴闻之，省行者不引其过，察实者不讥其辞，婴可以辞而无弃乎！婴诚革之。” 迺令粪洒改席，尊醮而礼之。越石父曰：“吾闻之，至恭不修途，尊礼不受摈。夫子礼之，仆不敢当也。” 晏子遂以为上客。 

### 译文（仅供参考）
一次晏子出使去晋国，路过中牟时看见一个背着柴草，戴着破帽子，翻穿带毛的衣服的人在路旁休息，晏子认为他是个君子，就使人问他说：“你是干什么的啊？”此人回答道：“我名叫越石父。”晏子问：“到这里做什么呢？”。石父说：“我给别人做下人，在中牟当仆人，有机会见到齐国的使者就准备回齐国了。”晏子问：“为什么要给人做奴仆呢?”石父回答道：“为了不让自己的身体受冻挨饿，只好给人做奴仆了。”晏子问：“当仆人有几年了?”石父回答道：“三年了。”晏子问：“可以赎你回去吗?”石父说：“可以。”晏子就解下在左边拉车的马赎出越石父，并和越石父一起乘车回到齐国。到了晏子家时，晏子不与越石父告别就进了屋，越石父非常生气就要求离开。晏子派人问他说：“我们之前并不认识，您做了三年奴仆，我今天看到，并把您赎了出来，我对您还不算可以吗?您为什么急着要离开呢?”越石父回答说：“我听说，贤士我听说君子委屈于不了解自己的人，而能够在了解自己的人那里得到重用。也就是说君子不会对别人有功就轻视别人，也不会因别人对自己有功就自己贬低自己。我做了三年奴仆，却没有什么人了解我。今天您把我赎了出来，我以为您是了解我的。刚才，您坐车的时候，不向我打招呼，我以为您是忘记了。现在又不跟我告别就独自进屋去了，这跟把我当奴仆看待的人是一样的。还不如继续给别人做奴仆，到别处谋生的好。”晏子从屋里出来，见到越石父说：“之前，我只见到您的外貌，而现在看到了您的志向。我听说，反省言行的人不会再犯类似的错误，体察实情的人不会讥笑人家的言辞，能否原谅我的不当，而不离开我吗？我真心实意地改正错误。”于是，晏子让人洒扫厅堂，重新安排席位，向越石父敬酒，很礼貌地对待他。越石父说：“您对我以礼相待，我真不敢当啊！”于是，晏子于是把越石父当做上客。